# Zijlijnplacoden

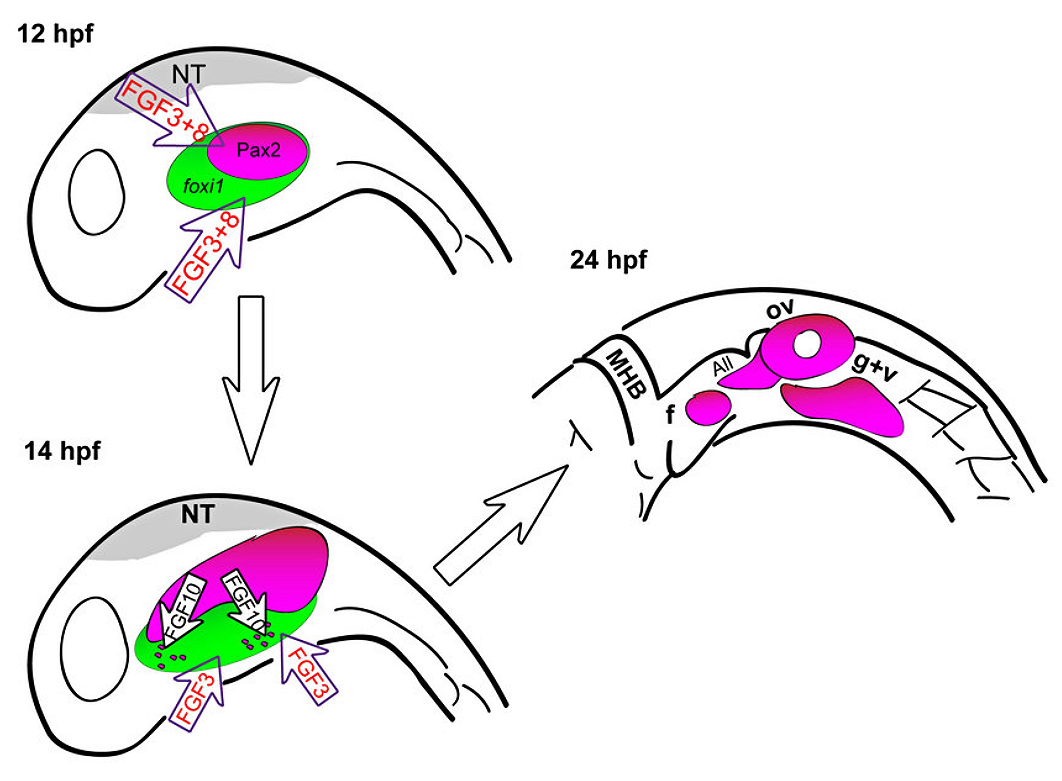
AII: Zijlijnplacode bij het zebravisembryo

De zijlijnplacoden komen voor bij vissen en larvale amfibieën waar ze de zijlijn vormen met mechanosensorische receptoren en soms ook elektroreceptoren. Ze ontstaan op het verdikte deel van het externe of oppervlakte ectoderm tijdens de embryonale ontwikkeling van gewervelden. De verdikking ontstaat doordat de plaveiselcellen op die plaats kolomvormig worden. Van de placoden migreren mesenchymcellen of verlengen de placoden voor het vormen van sensorische randen.
Zijlijnplacodes bij vissen en larvale amfibieën zijn evolutionair geconserveerd in zoogdieren.
|  |  |